# صبار ورقي
صبار ورقي أو فَوق وَرَقيّ أو فُلْكُوس (/ ˌɛpɪˈfɪləm /؛ وتعني باللغة اليونانية "فوق ورقي") (الاسم العلمي: Epiphyllum)، جنس نباتات لحمية من فصيلة الصبار. أنواعه 19، موطنها أمريكا الوسطى.